# Love Me (film 2000)
Love Me è un film del 2000 scritto e diretto da Laetitia Masson, con protagonisti Sandrine Kiberlain e Johnny Hallyday.
È stato presentato in concorso al 50º Festival di Berlino.

## Trama
La storia d'amore tormentata tra una giovane donna e un cantante di Memphis.

## Riconoscimenti
- 2000 - Festival di Berlino
  - In concorso per l'Orso d'oro